# حوزه انتخابیه پنجم ایالت واشینگتن
حوزه انتخابیه پنجم واشینگتن یک حوزه انتخابیه مجلس نمایندگان آمریکا است که در ایالت واشینگتن قرار دارد.